# Lekythopora hystrix
Lekythopora hystrix is een mosdiertjessoort uit de familie van de Lekythoporidae. De wetenschappelijke naam van de soort is voor het eerst geldig gepubliceerd in 1883 door MacGillivray.